# Josh Stewart
Josh Stewart (né Joshua Regnall Stewart) est un acteur américain né le 6 février 1977 à Diana (en) en Virginie-Occidentale.
Il est notamment connu pour avoir interprété le policier Brendan Finney dans la dernière saison de la série New York 911 et pour avoir eu un rôle régulier dans la série Dirt où il joue aux côtés de Courteney Cox.

## Biographie
Josh Stewart est un acteur américain, né le 6 février 1977 à Diana en Virginie-Occidentale.
Ses parents sont Margie Stewart, enseignante dans une école primaire, et Charles Regnall Stewart. Son père était professeur de sport et pasteur à l’église baptiste Holly River de Webster Springs puis à l’église baptiste Grâce rédemptrice à Webster Springs, et désormais à Église baptiste de la grâce rédemptrice à Webster Springs.
Il a étudié le commerce à l'université de Virginie-Occidentale, puis il est parti à New York pour prendre des cours d'acteur.

### Vie privée
Il a été marié avec une directrice de casting, Deanna Brigidi-Stewart avec qui il a eu deux enfants : un fils River Jacob Stewart et une fille Ryan Justine Stewart.
Il s'est remarié en 2019 avec l'actrice franco-américaine Alexa Davalos.

## Carrière
Il est principalement connu pour son rôle récurrent dans la série à succès Esprits Criminels dans lequel il interprète William Lamontagne Jr, le mari de l'agent Jennifer Jareau interprétée par AJ Cook et le père de Henry Lamontagne (Mekhai Allan Andersen).
Le 17 janvier 2024, il annonce son départ après plus de 15 ans passés dans la série.
Il est aussi connu pour son rôle de Will ou Joshua dans la série Super Hero Family ainsi que pour son rôle de Arkin dans le film The Collector.

## Filmographie

### Cinéma

#### Longs métrages
- 2006 : Lenexa, 1 Mile de Jason Wiles : T.J. Keatting
- 2007 : Kill Bobby Z (The Death and Life of Bobby Z) de John Herzfeld : Un moine
- 2007 : Jekyll de Scott Zakarin : Tommy
- 2008 : La Malédiction de Molly Hartley (The Haunting of Molly Hartley) de Mickey Lidell : Mr Draper
- 2008 : L'Étrange Histoire de Benjamin Button (The Curious Case of Benjamin Button) de David Fincher : Pleasant Curtis
- 2009 : The Collector de Marcus Dunstan : Arkin
- 2009 : Que justice soit faite (Law Abiding Citizen) de F. Gary Gray : Rupert Ames
- 2010 : Wake (Beneath the Dark) de Chad Feehan : Paul
- 2011 : Rehab de Rick Bieber : Aaron McCreary / Carl
- 2012 : The Dark Knight Rises de Christopher Nolan : Barsad
- 2012 : The Collection de Marcus Dunstan : Arkin
- 2013 : Event 15 de Matthew Thompson : Oldsman
- 2013 : The Hunted de lui-même : Jake
- 2014 : Transcendance de Wally Pfister : Paul
- 2014 : Interstellar de Christopher Nolan : Robot CASE (voix)
- 2016 : The Finest Hours de Craig Gillespie : Tchuda Southerland
- 2016 : Cold Moon de Griff Furst : Nathan Redfield
- 2016 : The Neighbor de Marcus Dunstan : John
- 2017 : War Machine de David Michôd : capitaine Dick North
- 2018 : Insidious : La Dernière Clé (Insidious : The Last Key) d'Adam Robitel : Gerald Rainier
- 2018 : Décharnés (Discarnate) de Mario Sorrenti : Casey Blackbur : Dan
- 2018 : Malicious de Michael Winnick : Adam
- 2019 : Nevada (The Mustang) de Laure de Clermont-Tonnerre : Dan
- 2019 : Back Fork de lui-même : Waylon
- 2020 : Tenet de Christopher Nolan : Un homme (voix)
- 2025 : The Collected de Marcus Dunstan : Arkin

#### Court métrage
- 2014 : No Names de Isabella Hyams : Spokenfor69

### Télévision

#### Séries télévisées
- 2004 : Les Experts (CSI : Crime Scene Investigation) : Sean Cleary
- 2004 - 2005 : New York 911 (Third Watch) : Brendan Finney
- 2007 - 2008 : Dirt : Holt McLaren
- 2007 - 2023 et 2025 : Esprits criminels (Criminal Minds) : William LaMontagne Jr
- 2008 : Urgences (E.R.) : Daniel
- 2008 : Raising the Bar : Justice à Manhattan (Raising the Bar) : Dan Denton
- 2009 : Les Experts : Miami (CSI : Miami) : Colin Astor
- 2009 : Southland : Vid Holmes
- 2009 : Mentalist (The Mentalist) : Harlan McAdoo
- 2010 : Ghost Whisperer : Robert Wharton
- 2010 : Miami Medical : Elroy
- 2010 - 2011 : Super Hero Family : The Watcher, dit Will ou Joshua
- 2012 : Grimm : Bill Granger
- 2012 : The Walking Dead : Cold Storage : Chase
- 2014 : Hysteria : Ray Ratajeck
- 2017 - 2018 : Shooter : Solotov
- 2017 : The Punisher : John Pilgrim
- 2018 : Lewis and Clark : Ruben Field
- 2021 : The Rookie : le flic de Los Angeles (The Rookie) : Graham Porter

#### Téléfilm
- 2003 : Then Came Jones : Bill Jenkins

### Réalisateur
- 2013 : The Hunted
- 2018 : Back Fork

### Scénariste
- 2013 : The Hunted de lui-même
- 2018 : Back Fork de lui-même

### Producteur
- 2012 : The Collection de Marcus Dunstan (coproducteur)
- 2013 : The Hunted de lui-même
- 2018 : Back Fork de lui-même

## Voix françaises
En France
| - Thierry Wermuth dans : - Dirt (série télévisée) - Esprits criminels (série télévisée) - Mentalist (série télévisée) - Wake - Super Hero Family (série télévisée) - The Finest Hours - Shooter (série télévisée) - Insidious : La Dernière Clé - Tony Marot dans : - New York 911 (série télévisée) - Décharnés | - Sébastien Desjours dans : - The Dark Knight Rises - The Punisher (série télévisée) Et aussi - Laurent Morteau dans La Malédiction de Molly Hartley - Laurent Maurel dans Les Experts : Miami (série télévisée) - Emmanuel Karsen dans Que justice soit faite - Stéphane Marais dans Ghost Whisperer (série télévisée) - Stefan Godin dans Interstellar - Xavier Béja dans The Rookie : Le Flic de Los Angeles (série télévisée) |